# 70 (عدد)
۷۰ سبعون هو عدد طبيعي يلي العدد 69 ويسبق العدد 71.

## في الرياضيات

### خصائص
- عدد طبيعي.[4]
- عدد زوجي.[5][6]
- عدد موجب،[7] السالب منه هو -70.[8]

## في التاريخ
- 70 هـ هي سنة في التقويم الهجري.
- هي سنة 70 م في التقويم الميلادي.